# Jérémie Bela
Jérémie Bela (ur. 8 kwietnia 1993 w Melun) – angolski piłkarz występujący na pozycji napastnika w Clermont Foot 63